# Harmen Meurs
Harmen Hermanus Meurs (Wageningen, 17 januari 1891 – Speuld, 16 november 1964) was een Nederlandse kunstschilder. Hij schilderde stillevens, landschappen, boerentaferelen en figuren.
Hij kreeg les van de politieke tekenaar Louis Raemaekers en volgde een avondcursus aan de Rijksakademie van Beeldende Kunsten in Amsterdam. Hier bleef hij ook wonen. Hij woonde in een huis met filmregisseur Joris Ivens en beeldhouwer Jan Havermans. In 1918 sloot hij zich aan bij de kunstenaarsvereniging 'De Onafhankelijken', waarvan hij lid van het bestuur werd en tot het midden van de jaren dertig actief was. Hij werd een succesvolle kunstenaar, die ook in het buitenland exposeerde. Hij schilderde landschappen, figuren en stillevens. Zijn stijl was aanvankelijk postimpressionistisch. Daarna werd hij geïnspireerd door het kubo-expressionisme (Bergense School) en het fauvisme. Vanaf het midden van de jaren twintig werd zijn werk realistischer en vertoonde het verwantschap met de Neue Sachlichkeit, oftewel nieuwe zakelijkheid.
In 1929 organiseerde de vereniging onder zijn hoede een spraakmakende expositie over de Duitse post-expressionistische kunst ('Neue Sachlichkeit') in het Stedelijk Museum, waarvoor Meurs en J. Gosschalk de werken in Duitsland selecteerden. Voor een tentoonstelling over het Duitse en Belgische surrealisme, een jaar later, gingen Meurs en Ger Gerrits naar Parijs. De expositie in het Stedelijk was de eerste over surrealisme in Nederland. In 1933 stapte hij uit de Vereniging. In dat jaar werden zijn schilderijen geweerd van de 'Berliner Kunstausstellung' en zijn doek 'Tijdsbeeld 1933-1934' werd door directeur Baard uit het Stedelijk Museum verwijderd. Het schilderij had als onderwerp de behandeling van joden door de  nazi's . De communist Meurs was een fel tegenstander van het nationaalsocialisme en gaf daar in verschillende werken blijk van, zoals 'Protest tegen Nazi-terreur' (1936). Na de bezetting vertrok hij uit Amsterdam en ging wonen in een huis bij Putten. Hij weigerde lid van de kultuurkamer te worden en raakte zo als kunstenaar in een isolement. Ook tijdens de oorlog schilderde hij antinazistische werken. Na de oorlog maakte hij enkele reizen in Spanje en Frankrijk. Hij bleef tot zijn dood schilderen. 
Meurs was getrouwd met kunstschilder Berthe Edersheim.

## Exposities
- Stedelijk Museum, 1929
- Korenbeurs, Arnhem, 1932
- Panorama Mesdag, 1939
- Rotterdam, 1953

## Werken in musea en andere collecties
- 'Protest tegen  Nazi-terreur' (schilderij), Rijksmuseum Amsterdam
- Museum De Wieger
- 'Coupé III-de klasse' (tekening), Spoorwegmuseum
- 'Rembrandtplein' (tekening, 1921) en 'Schepen aan het Damrak' (tekening, 1930), Stadsarchief Amsterdam
- 'Gezicht op spoorwegstation Arnhem'(pastel), 1929, Museum voor Moderne Kunst Arnhem
- 'Vissersmeisje' (schilderij, ca 1929-1930, Museum voor Moderne Kunst Arnhem
- 'Mansportret'(gouache), 1928,Museum voor Moderne Kunst Arnhem
- 'Eenzaam' (schilderij), 1936, Museum voor Moderne Kunst Arnhem
- 'Vrouw met portretjes'), 1929, Museum voor Moderne Kunst Arnhem
- "Le Plateau"(Bergvlakte), houtsnede, N-K-Collectie Amersfoort